# François-Nicolas Maupérin
François Nicolas Maupérin (ou Mauperin, Mauperrin, Moperin) né le 5 mars 1737 à Doulevant-le-Château et mort le 9 juin 1806 à Paris, est un peintre français du XVIIIe siècle qui réalise des œuvres pour Louis XVI.
Le 31 décembre 1766, il obtient la troisième médaille de l'Académie Royale. Il est membre de l'Académie de Saint-Luc, où il expose en 1774. Il réalise un portrait de Marie-Antoinette qui est gravé par Pierre Adrien Le Beau en 1774.  Il expose aussi au Salon de la Correspondance en 1782 et au Salon en 1791 et 1801.
Il peint notamment le jeune prince vietnamien Nguyễn Phúc Cảnh, et le père Pigneau de Béhaine de la Société des Missions étrangères de Paris, lors de leur ambassade à Paris en 1787. Ces tableaux se trouvent aujourd'hui à la Société des Missions Étrangères de Paris. 
Il réalise pastels et trompe-l'oeil. Il expose également certaines de ses œuvres au Louvre après la Révolution française. 
Veuf de Renée Duflot, il meurt à l'âge de 69 ans.

## Peintures

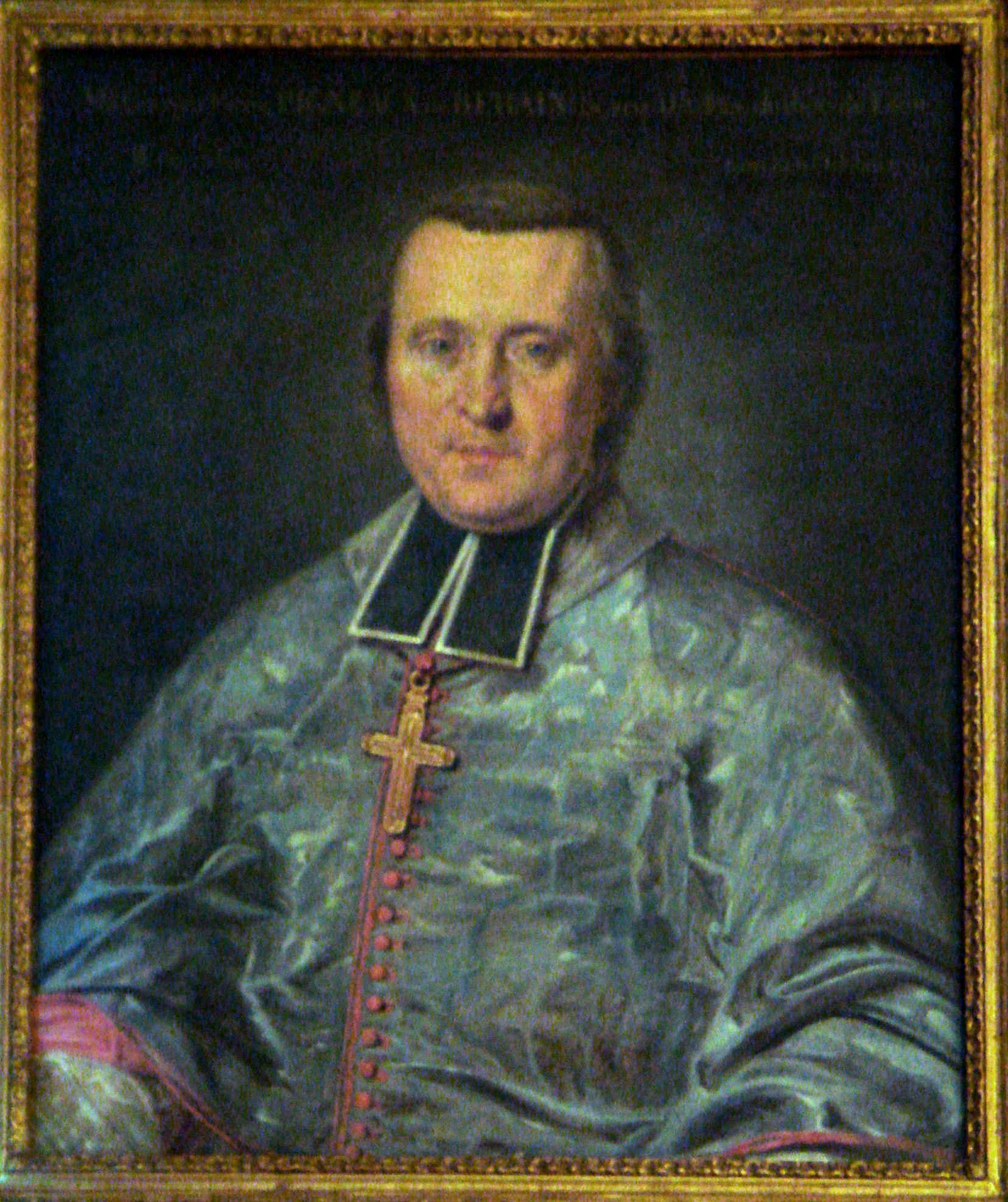
Portrait de Pigneau de Béhaine, 1787, par Maupérin.
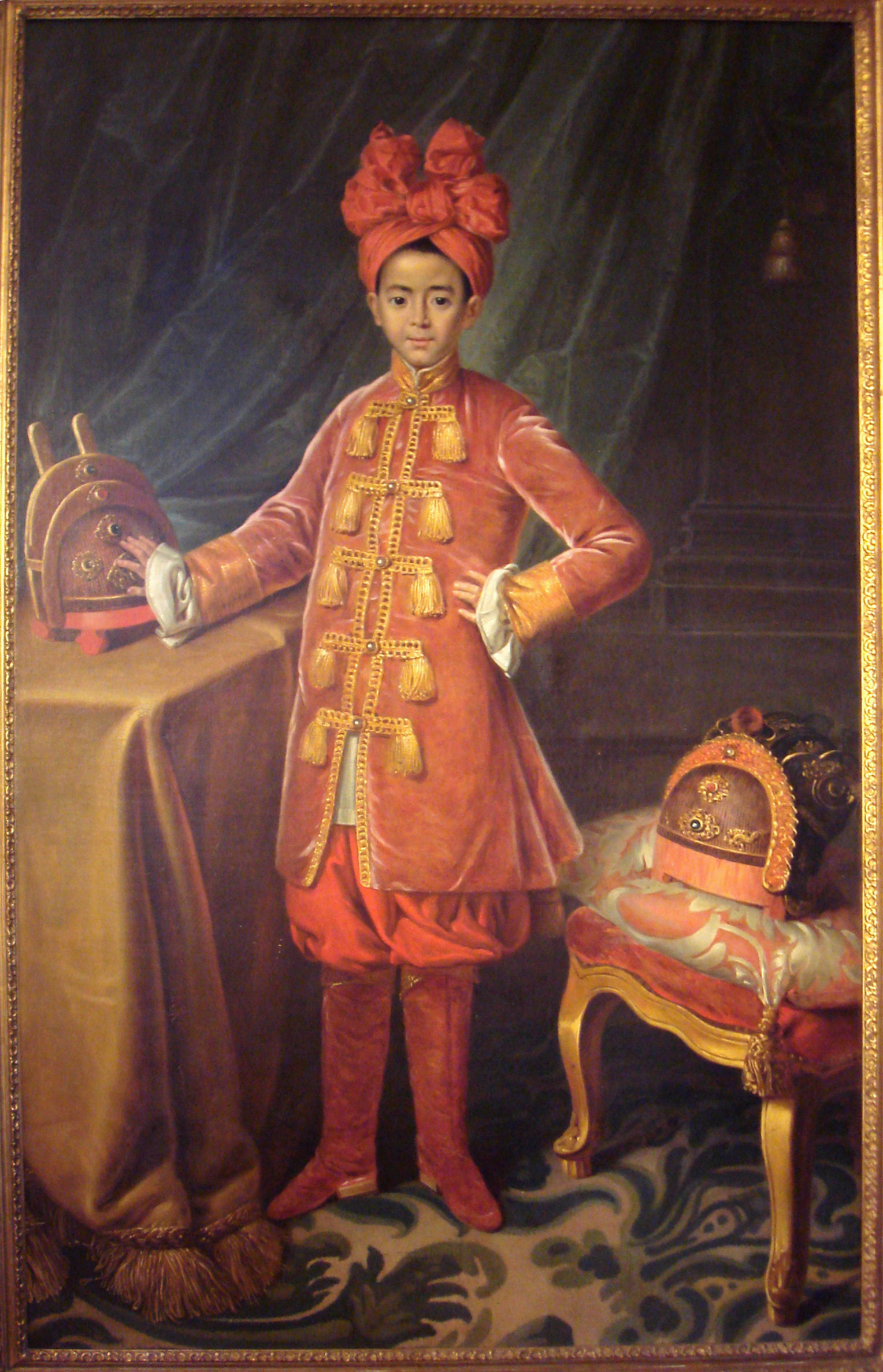
Portrait du prince héritier vietnamien Nguyen Phuc Canh, fils aîné de l'empereurGia Long, 1787, par Maupérin.